# Macedònia Oriental i Tràcia
Macedònia Oriental i Tràcia (en grec Ανατολική Μακεδονία και Θράκη, Anatolikí Makedonia ke Thraki) és una de les 13 perifèries de Grècia, i ocupa la part oriental de la Macedònia grega, al nord-est del país, i la part occidental de la Tràcia grega. La capital de la regió és la ciutat de Komotini. Està dividida en 5 prefectures:
- Xanthi
- Ròdope
- Drama
- Kavala
- Hebros